# Anaulacomera gibbera
Anaulacomera gibbera är en insektsart som beskrevs av Morgan Hebard 1927. Anaulacomera gibbera ingår i släktet Anaulacomera och familjen vårtbitare. Inga underarter finns listade i Catalogue of Life.